# Asunción Tlacolulita
Asunción Tlacolulita là một đô thị thuộc bang Oaxaca, México. Năm 2005, dân số của đô thị này là 699 người.